# Nelly Goedewaagen

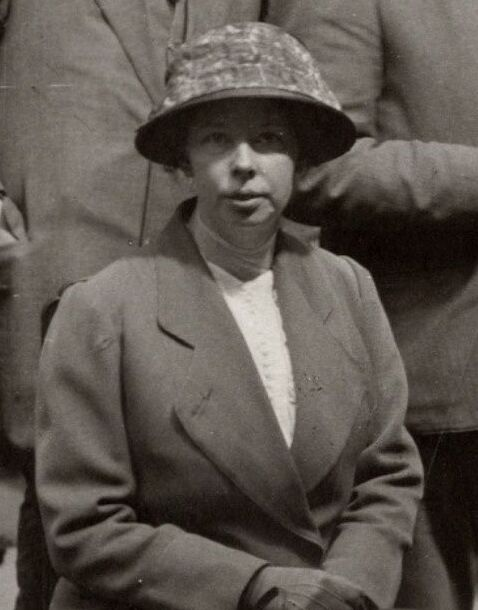
Nelly Goedewaagen (ca. 1913)

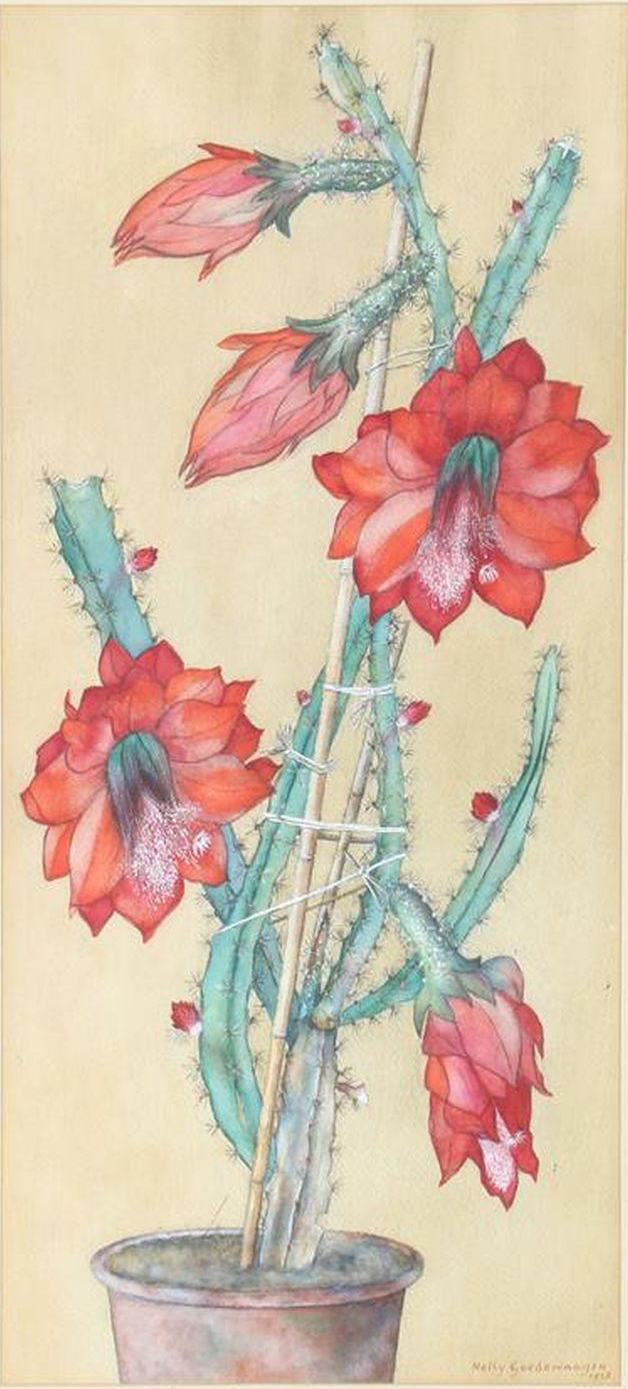
Blühender Kaktus (1928); Wasserfarben

Pieternella Nelly Cornelia Goedewaagen (* 16. August 1880 in Gouda; † 16. Februar 1953 in Amersfoort) war eine niederländische Malerin.

## Leben und Werk
Nelly Goedewaagen wurde am 16. August 1880 in Gouda geboren. Sie war die Tochter von Aart Goedewaagen (1850–1927), Direktor der „Königlich Niederländischen Pfeifen- und Töpferfabriken Goedewaagen“ in Gouda. Sie blieb unverheiratet.
Nelly Goedewaagen studierte an der Koninklijke Academie van Beeldende Kunsten in Den Haag bei Aletta Ruijsch und Bernard Schregel und spezialisierte sich auf Stadtansichten, Stillleben und topografische Darstellungen. Sie war Mitglied von Arti et Amicitiae, der Kunstenaarsvereniging Sint Lucas, De Onafhankelijken in Amsterdam, Teekengenootschap Pictura in Dordrecht und der Schilderessenvereniging ODIS in Den Haag. Sie nahm regelmäßig an den Ausstellungen der Vereinigungen teil.
Nelly Goedewaagen starb am 16. Februar 1953 in Amersfoort.